# Gavi-ye Sofla
 (août 2020).
Pour les articles homonymes, voir Gavi.
Gavi-ye Sofla (en persan : گوي سفلي, également romanisé Gavī-ye Soflá ; également connu sous le nom de Gavī) est un village du district rural de Doreh, dans le district central de la préfecture de Sarbisheh, dans la province du Khorassan méridional, en Iran. Lors du recensement de 2006, sa population était de 135 habitants, répartis dans 42 familles. 